# 2103 Laverna
2103 Laverna este un asteroid din centura principală, descoperit pe 20 martie 1960.